# 152-mm-Haubitze M1943 (D-1)

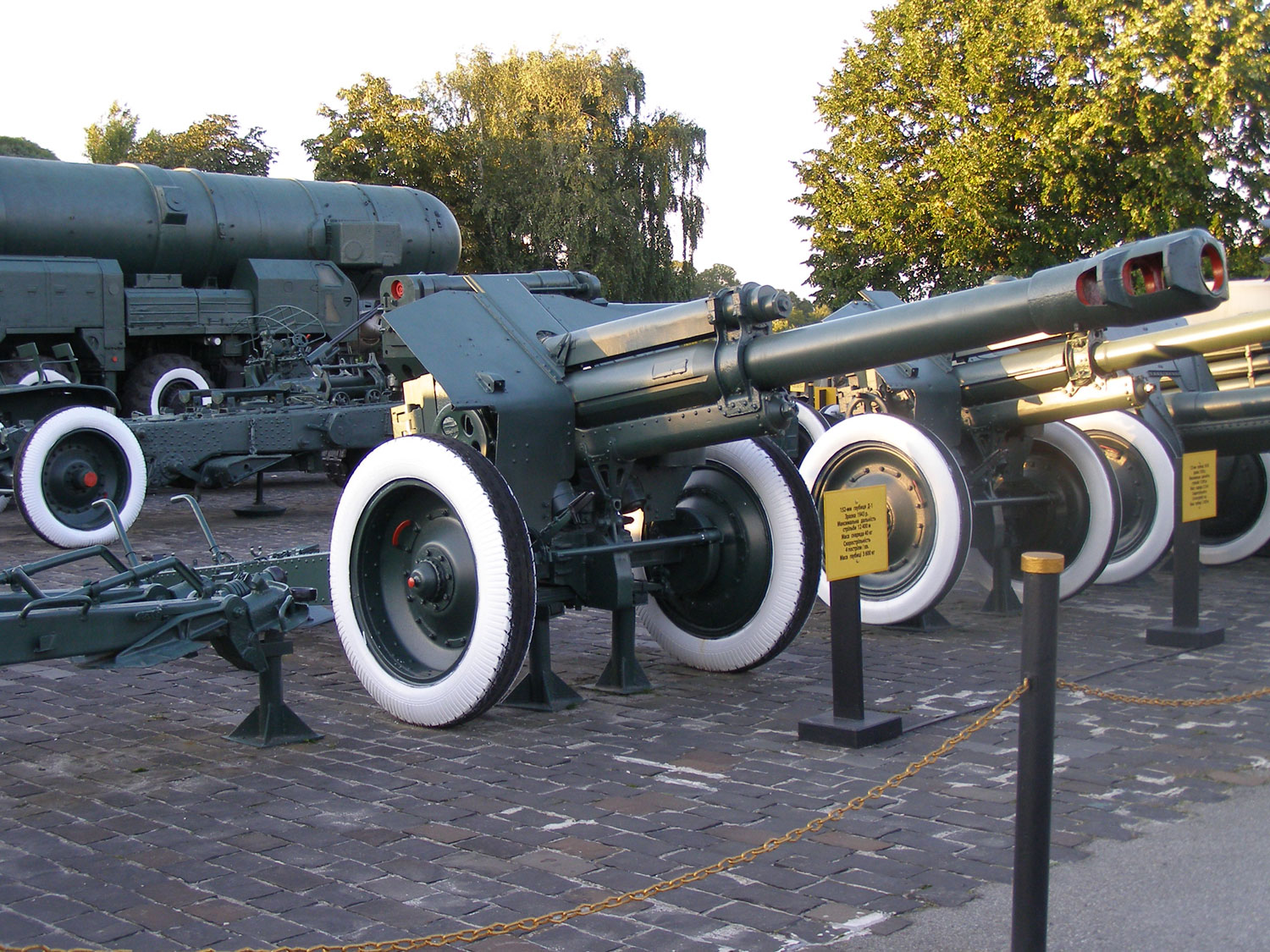
152-mm-Haubitze M1943 (D-1)

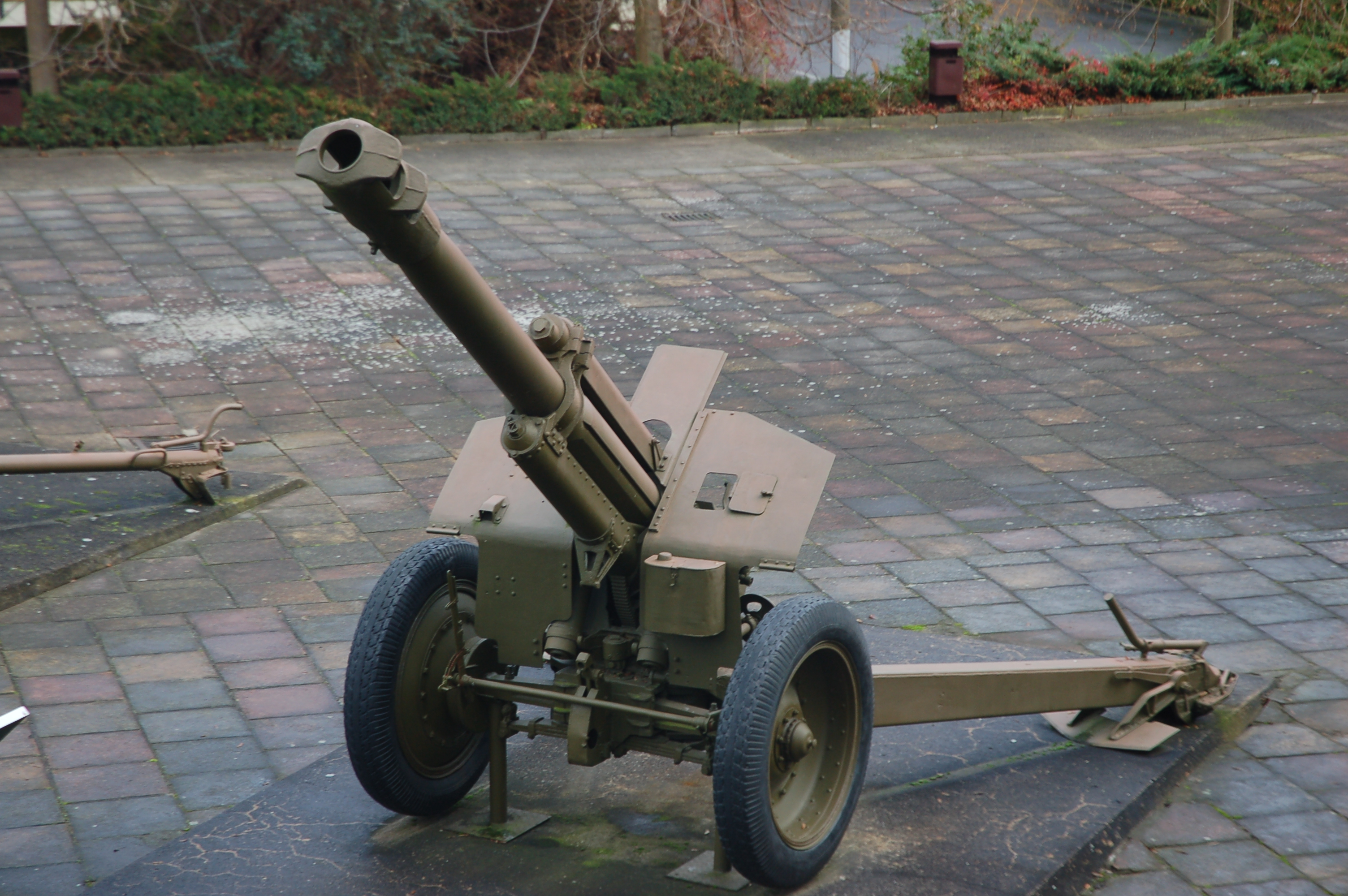
152-mm-Haubitze M1943 (D-1) (Gedenkstätte Seelower Höhen)

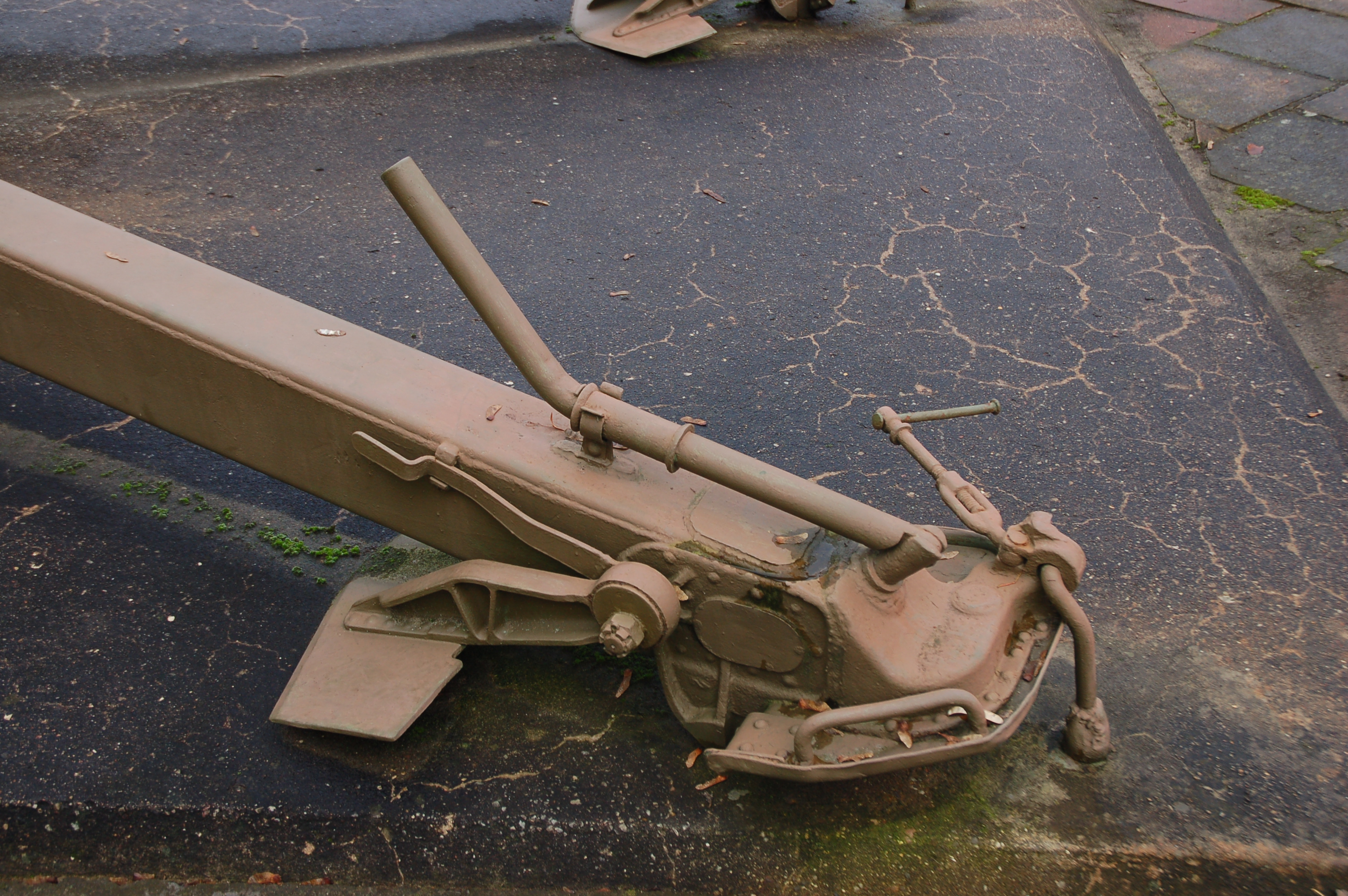
152-mm-Haubitze M1943 (D-1) (Gedenkstätte Seelower Höhen)

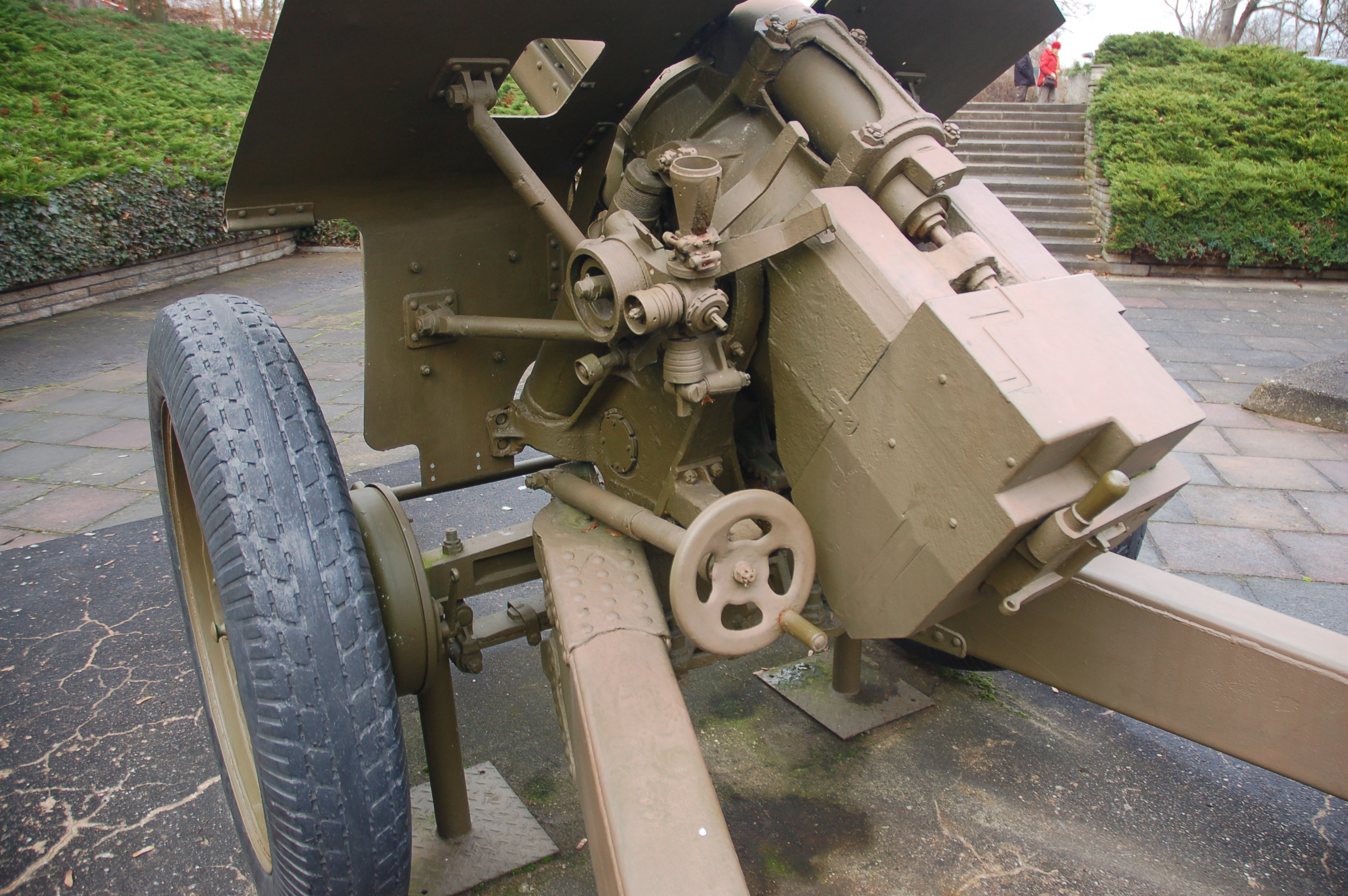
152-mm-Haubitze M1943 (D-1) (Gedenkstätte Seelower Höhen)

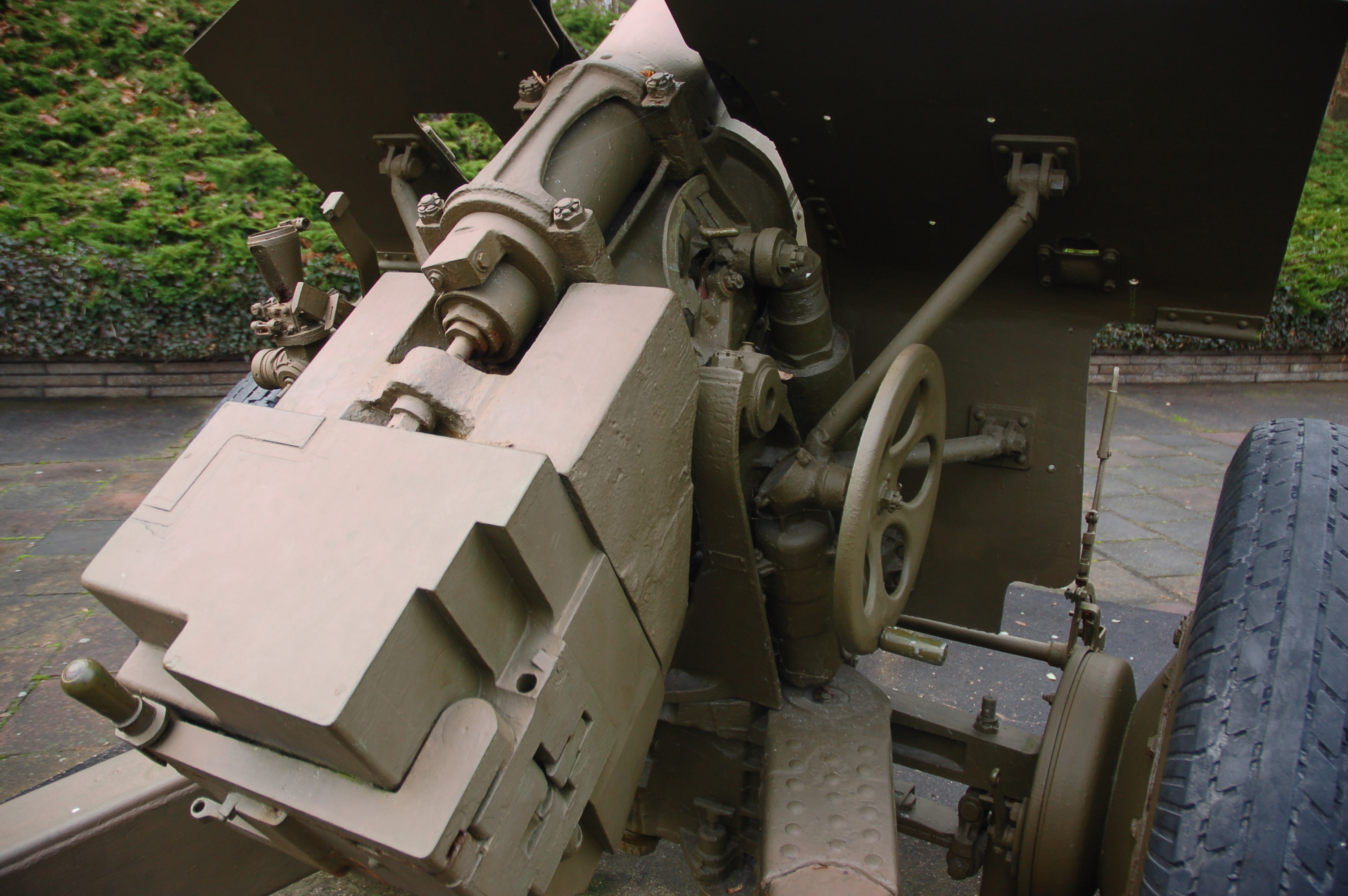
152-mm-Haubitze M1943 (D-1) (Gedenkstätte Seelower Höhen)

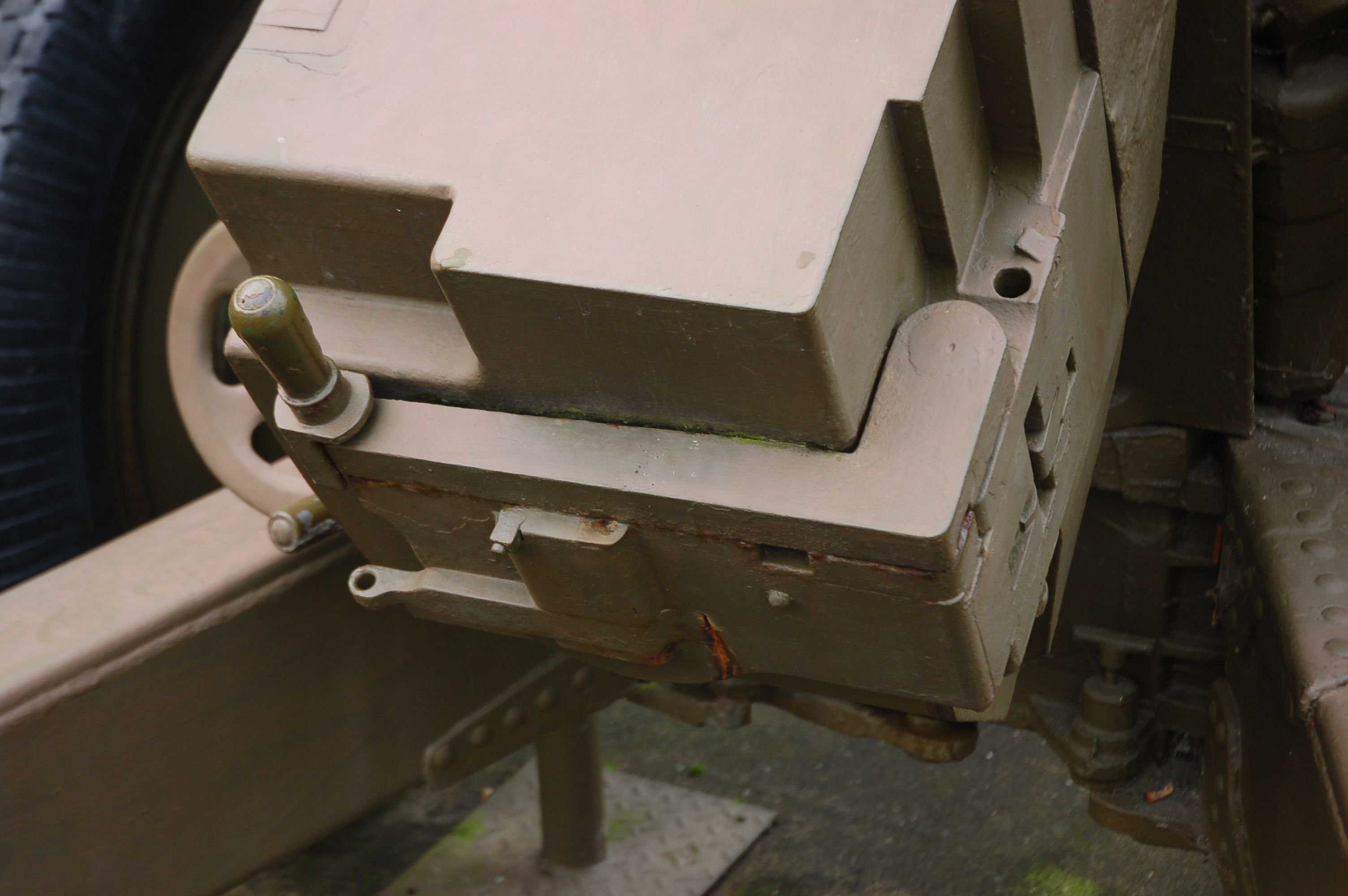
152-mm-Haubitze M1943 (D-1) (Gedenkstätte Seelower Höhen)

Die 152-mm-Haubitze M1943 (D-1) (russisch 152-мм гаубица обр. 1943 г. (Д-1)) ist eine sowjetische schwere Feldhaubitze mit einem Kaliber von 152,4 mm, welche während des Zweiten Weltkriegs entwickelt und in diesem Konflikt verwendet wurde. Geschütze dieses Typs waren nach dem Zweiten Weltkrieg in mehreren Staaten des Warschauer Pakts zu finden.

## Entwicklung
Sie wurde im Jahr 1943 konstruiert, der verantwortliche Chefkonstrukteur war F. F. Petrow.

## Produktion
Insgesamt wurden 2827 Exemplare hergestellt. 152-mm-Haubitze M1943 war eine Bezeichnung der Roten Armee und D-1 war eine andere gleichwertige Bezeichnung des Herstellers, Sawod No. 9 (Werk Nr. 9).

## Weitere Verwendung
Im Jahr 2022 wurde mindestens ein Exemplar im Zuge des Russischen Überfalls auf die Ukraine eingesetzt.

## Technische Daten
| 152-mm-Haubitze M1943                    |                                                                               |
| Allgemeine Eigenschaften                 |                                                                               |
| Klassifikation                           | schwere Korpshaubitze                                                         |
| Chefkonstrukteur                         | Fjodor Fjodorowitsch Petrow                                                   |
| Bezeichnung des Herstellers              | D-1 (russ. Д-1)                                                               |
| Hersteller                               | Sawod No. 9 (Werk Nr. 9, russ. Завод №9)                                      |
| Gewicht in Feuerstellung                 | 3600 kg                                                                       |
| Gewicht in Fahrstellung                  | 3640 kg                                                                       |
| Mannschaft                               | 8 Mann (Geschützführer, zwei Richtschützen, fünf Lade- und Munitionsschützen) |
| Baujahre                                 | 1943–1949                                                                     |
| Stückzahl                                | 2827                                                                          |
| Rohr                                     |                                                                               |
| Kaliber                                  | 152,4 mm                                                                      |
| Rohrlänge mit Mündungsbremse             | 4207 mm (L/27,7)                                                              |
| Rohrlänge (gezogener Lauf)               | 3527 mm (L/23,1)                                                              |
| Höhe der Schusslinie                     | 1240–1275 mm                                                                  |
| Feuerdaten                               |                                                                               |
| Höhenrichtbereich                        | −3° bis +63,3°                                                                |
| Seitenrichtbereich                       | 35°                                                                           |
| Höchstschussweite                        | 12.400 m                                                                      |
| Feuerrate                                | 3–4 Schuss/min                                                                |
| Beweglichkeit                            |                                                                               |
| Bodenfreiheit                            | 370 mm                                                                        |
| Höchstgeschwindigkeit im Fahrzeugschlepp | 40 km/h                                                                       |